# Suvremene teme
Centar za politološka istraživanja pokrenuo je 2008. godine hrvatski časopis Suvremene teme/Contemporary Issues. Nastao je kao realizacija ideje o znanstvenoj publikaciji koja bi povezivala hrvatsku znanstvenu zajednicu s kolegama i kolegicama na europskoj i globalnoj razini. Iz tog razloga, časopis objavljuje recenzirane, prethodno neobjavljene članke na engleskom i hrvatskom jeziku te je, sukladno open-access (slobodan pristup) konceptu, u potpunosti besplatno dostupan.
Časopis ima međunarodno uredništvo te se, pored hrvatske baze Hrčak, referira i u bazama CEEOL i DOAJ, dok je u postupku evaluacije za najprestižnije baze Scopus Scopus i Web of Science.